# Backplane

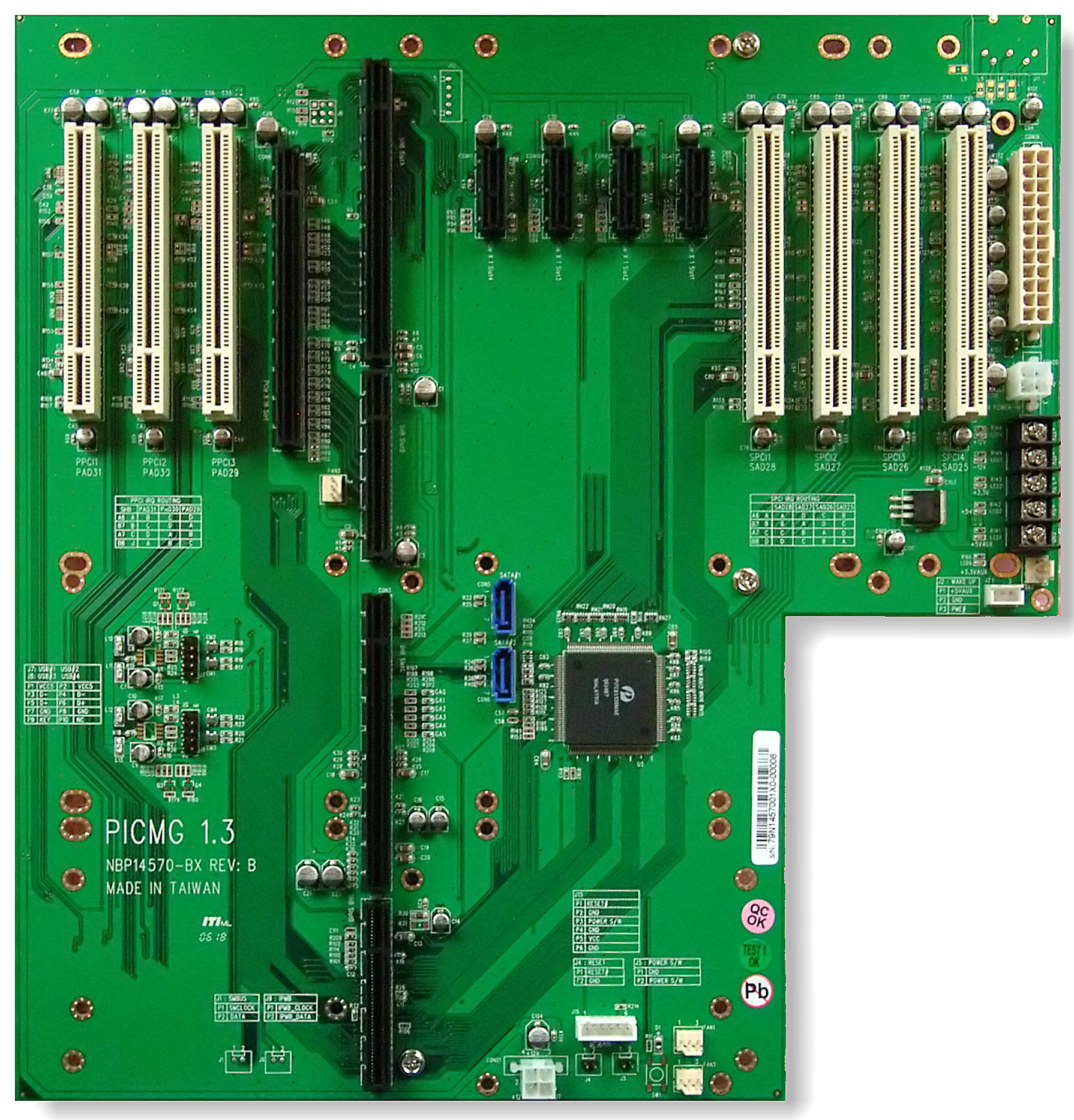
Backplane con ranuras PCI, PCIe×1 y PCIe×16.

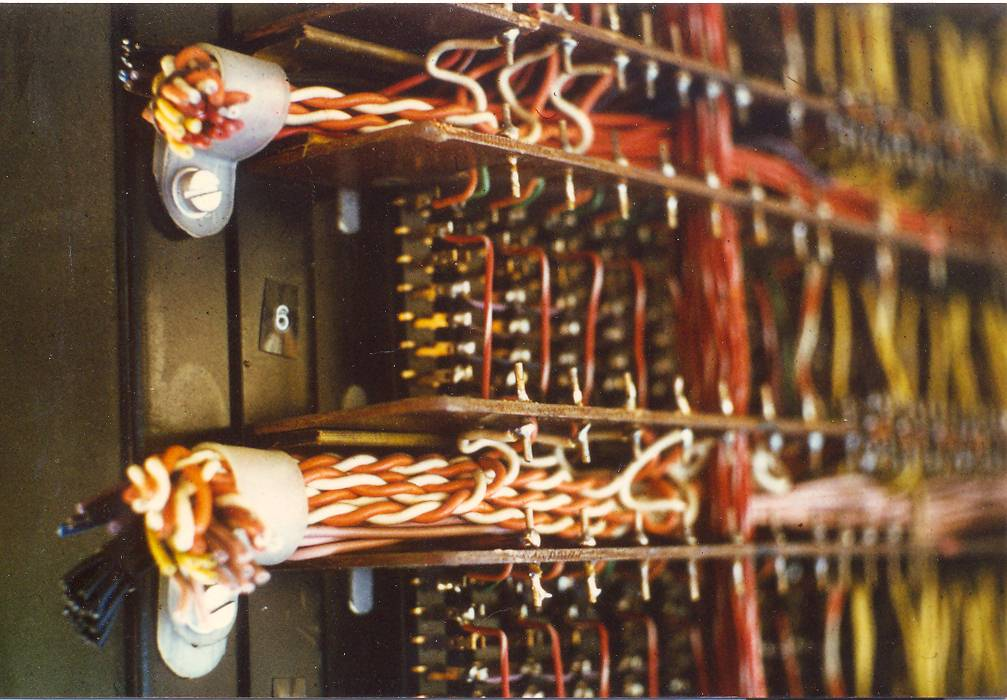
Backplane de un ordenador Electrologica X1 (1958).

Un backplane o placa de bus común es un grupo de conectores electrónicos en paralelo de tal forma que cada pin de un conector está enlazado con el mismo pin del resto de conectores formando un bus o canal de transferencia. Se utiliza como troncal para conectar varias placas de circuito impreso (tarjetas) que juntas forman una computadora. Este bus común suele ser una placa de circuito impreso aunque también se han usado conexiones con cable enrollado en ciertas minicomputadoras y soluciones de alta fiabilidad.
Uno de los primeros sistemas en utilizar este enfoque fue el Bus S-100, llamado así porque los conectores tenían 100 pines, que fue muy popular en los primeros ordenadores personales como el Altair 8800. Tanto el Apple II como el IBM PC integraban un backplane en la placa base para tarjetas de expansión.
Mientras que una placa madre puede incluir un bus común, el backplane es en realidad una entidad separada. Una placa de bus común se diferencia generalmente por la falta de procesadores, constando como mucho de los chips necesarios para manejar el bus, mientras que la CPU y el chipset residen en una placa-computadora.
En un sistema con cables, estos se ven flexionados cada vez que se inserta o retira una tarjeta, lo que causa finalmente fallos mecánicos. Un backplane no se ve afectado por ese problema, por lo que su vida operativa está solo limitada por la longevidad de sus conectores. Por ejemplo los conectores DIN 41612 utilizados en el VMEbus pueden soportar de 50 a 500 inserciones y retiradas (llamadas ciclos de acoplamiento), dependiendo de su calidad.
Una placa de bus común proporciona una funcionalidad mínima sin una placa-computadora instalado que le proporcione la CPU y otras funcionalidades del ordenador. Un placa computadora que cumple con la especificación PICMG 1.3 y compatible con un backplane PICMG 1.3 es denominada placa anfitriona (SHB). Una placa de bus común puede utilizarse sin una placa computadora para proporcionar alimentación eléctrica a las tarjetas conectadas en él. Es de uso común en las empresas que fabrican tarjetas de ampliación para probarlas y grabarlas.
Además, existen cables de bus de expansión que permiten extenderlo a un backplane externo, generalmente situado en una carcasa auxiliar, para proporcionar más o diferentes ranuras de expansión de las que el ordenador principal proporciona. Estos grupos de cables tienen un circuito transmisor situado en el ordenador, una tarjeta de expansión situada en el backplane externo, y un cable entre ambos. Estos cables no necesita de una placa computadora en el backplane remoto para controlar las tarjetas de entrada/salida, y este sólo proporciona la electrónica de expansión necesaria.

## Tipos debackplanes
Los backplanes han crecido en complejidad desde los simples ISA (utilizado en el IBM PC) o Bus S-100 donde todos los conectores estaban conectados a un bus común. Debido a las limitaciones inherentes a las especificaciones PCI para las ranuras de ampliación, los backplanes se dividen ahora en activos y pasivos
- Pasivos: aquellos que consisten únicamente en conexiones eléctricas para la intercomunicación.
- Activos: aquellos que incorporan circuitería y lógica para el encaminamiento de dicha intercomunicación.

Los backplanes pasivos no ofrecen circuitos de gobierno del bus. Cualquier lógica de arbitraje deseado se ponga en las tarjetas hijas. Los backplanes activos incluyen chips con buffer de las distintas señales en las ranuras.
La distinción entre los dos no siempre es muy claro, pero puede convertirse en un problema importante si el sistema en su conjunto se espera que no tenga un SPOF (punto único de fallo). Un backplane pasivo, incluso si es único, no se considera un SPOF . Los backplanes activos son más complicados y por lo tanto no tienen cero riesgos de mal funcionamiento.

## Backplanes vs Placas madres
Cuando un backplane  se utiliza conectado a un computador en una tarjeta (SBC) o system host board (SHB), la combinación proporciona la misma funcionalidad que una placa madre proporcionando potencia de procesamiento, memoria, E/S y ranuras para conectar tarjetas.  Si bien hay algunas placas base que ofrecen más de 8 ranuras, ese es el límite tradicional. Además, a medida que avanza la tecnología, la disponibilidad y el número de un tipo de ranura en particular puede ser limitado en términos de lo que actualmente ofrecen los fabricantes de placa base.
Por otro lado, la arquitectura de placa madre es algo relacionado con la tecnología del SBC que está conectado a ella. Existen algunas limitaciones a lo que se puede construir en el conjunto de chips de un SBC y el procesador tiene que proporcionar la capacidad de soportar el tipo de ranura. Además, prácticamente un número ilimitado de ranuras se puede proporcionar con 20, incluyendo la ranura SBC, como un práctico, aunque no absoluto límite. Por lo tanto, un backplane PICMG puede proporcionar cualquier número y cualquier combinación de ranuras ISA, PCI, PCI-X y PCI-e limitado solamente por la capacidad de la SBC de direccionar y gobernar esas ranuras. Por ejemplo, un SBC con el último procesador Intel Core i7 (Sandy bridge) podría interactuar con una placa base que proporciona hasta 19 ranuras ISA para manejar viejas tarjetas de entrada/salida.

## Backplanes Mariposa
Algunas backplanes se construyen con ranuras en ambos lados. No son lo mismo que un backplane de medio plano. Un backplane mariposa se construye para maximizar el número de ranuras con la mínima altura vertical. El backplane se monta verticalmente en un chasis orientado de frente hacia atrás y la SBC y tarjetas conectadas se montan tumbadas, pudiendo sobresalir por ambos lados del backplane. Esto, por ejemplo, permite el uso de hasta cuatro tarjetas de altura completa en un chasis 2U.

## Backplanes en almacenamiento
Los servidores suelen tener un backplane para conectar discos duros intercambiables en caliente, los pines del backplane pasan directamente a las tomas del disco duro sin cables. Pueden tener un solo conector para conectar un controlador de matriz de discos o varios conectores que se pueden conectar a uno o más controladores de forma arbitraria. Se encuentran backplanes comúnmente en discos externos, matrices de discos, y servidores.
Las placas de bus común para discos duros SAS y SATA HDD utilizan con mayor frecuencia el protocolo SGPIO como medio de comunicación entre el HBA y el backplane. Alternativamente se puede utilizar SCSI Enclosure Services. Con subsistemas Parallel SCSI, SAF-TE se utiliza en computadoras, principalmente en servidores de cuchilla, donde cada cuchilla reside en un lado y los periféricos (alimentación, redes, y otros componentes de entrada y salida) y módulos de servicios residen en el otro. Las placas intermediarias (midplanes)  son también populares en la creación de redes y equipos de telecomunicaciones donde un lateral del chasis acepta tarjetas de sistema de procesamiento y el otro lado del chasis acepta tarjetas de interfaz de red.

## Plataformas

### PICMG

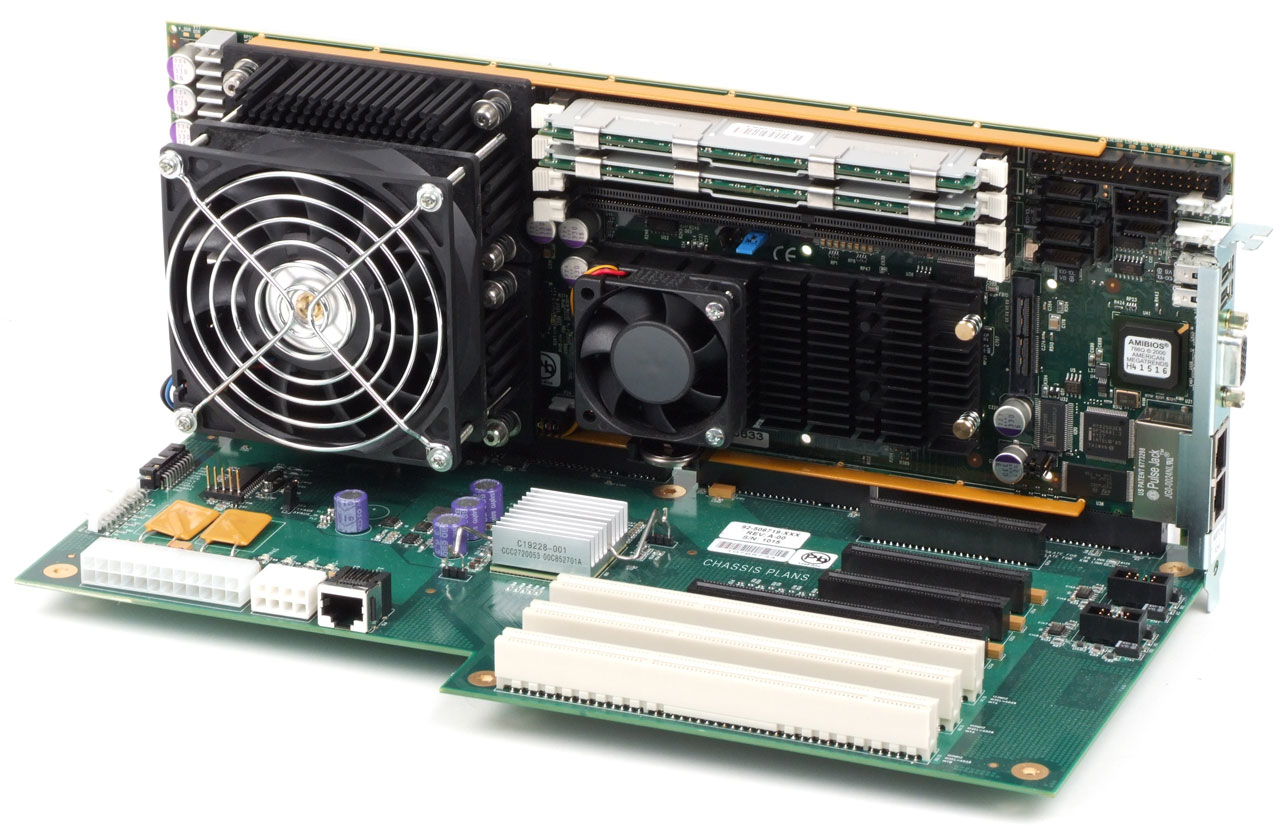
PICMG 1.3 Single Board Computer (SHB) en un Backplane activo

Una placa computadora que cumpla la normativa PICMG 1.3 y un backpane compatible que también cumpla con PICMG 1.3 backplane se conoce como un System Host Board.
En el mundo de las placas-computadoras basadas en Intel, PICMG establece normas para la interfaz del backplane:
PICMG 1.0, 1.1 y 1.2  proporcionan sucesivamente soporte para ISA y PCI y PCIX.
PICMG 1.3 proporciona soporte para PCI-Express.